# Апу Нахасапимапетилон
Апу Нахасапимапетилон (англ. Apu Nahasapeemapetilon) — второстепенный персонаж мультсериала «Симпсоны». Озвучен Хэнком Азариа. Владелец магазина «На скорую руку» (англ. Kwik-E-Mart).
Иммигрировал в США из Индии после окончания университета, исповедует индуизм. Как и многие другие персонажи «Симпсонов», является отражением стереотипного образа — в данном случае, продавца-иммигранта из Южной Азии.
Отличительные черты Апу — его ярко выраженный индийский акцент, особый подход к работе и характерная фраза «Спасибо, приходите ещё», произносимая им даже при кражах в его магазине или при плохом обращении с ним: «Всё! Убирайся отсюда… И приходи ещё!»
Обычно он одет в зелёную кофту, чёрное поло, бежевые штаны и чёрные ботинки. Апу довольно толстый, его также можно было заметить в лагере для похудения в серии The Heartbroke Kid. Имя персонажа-— отсылка к главному герою так называемой «Трилогии Абу» индийского режиссёра Сатьяджита Рея. Фамилия основана на имени и фамилии Пахасади Напетилона, одноклассника одного из сценаристов «Симпсонов» Джеффа Мартина. В 23 серии 7 сезона он показывает свой паспорт, в котором его дата рождения указывается как 9 января 1962 года.
В 2017 году документальный фильм «Проблема с Апу», написанный и с участием комика Хари Кондаболу, подверг критике персонажа как южноазиатский стереотип, который позже привёл к тому, что Азария объявил, что уходит в отставку как голос персонажа, пока он сохраняет свою нынешнюю личность. Однако Азария также признал, что он не контролирует будущее персонажа и что решение было принято в согласием с съёмочной группой Симпсонов. Создатель Симпсонов Мэтт Грейнинг заявил в августе 2019 года, что Апу останется на шоу.

## Биография

### Семья
Брак Апу и Манджулы был обговорён их родителями, когда они были ещё совсем маленькими. Об этом рассказывается в сериях «Much Apu About Nothing» и «The Two Mrs. Nahasapeemapetilons». Апу — старший из трех сыновей своих родителей (хотя в шоу можно увидеть только одного из его братьев, Санджея), а Манджула — младшая из трех дочерей своей семьи, но она немного старше Апу (однако, в эпизоде «Much Apu About Nothing» 7-го сезона в момент прощания Апу с семьёй перед отъездом в Америку, Манджула показана маленькой девочкой лет 10), что вызвало споры о её приданом между родителями будущих супругов. Когда через 20 лет мать Апу прислала ему в Америку известие о том, что пришло время жениться, он пытался избежать этого, притворившись, что уже женат на Мардж. Но обман открылся, а мать Апу ничего не желала слышать об отмене свадьбы.
Церемония проводилась на заднем дворе дома Симпсонов под руководством Преподобного Лавджоя, и когда Апу увидел свою невесту, она сразу ему понравилась.
Долгое время чета Нахасапимапетилонов пыталась завести ребёнка, но у них ничего не получалось. Манджула тайком от мужа начала принимать таблетки, стимулирующие зачатие. Одновременно сам Апу и все Симпсоны, кроме Лизы, подсыпали ей в еду аналогичные средства. В результате в серии «Eight Misbehavin'» Манджула родила восьмерых детей одновременно.
В 60-х годах, пока Апу ещё жил в Индии, он был учеником Махариши Махеш Йоги. В это же время он познакомился с Полом и Линдой Маккартни. Они навестили Апу в эпизоде, где он принимает американское гражданство.
Апу имеет степень доктора философии по информатике. Он получил образование сначала в Калькуттском Технологическом Институте, а затем
— в Спрингфилдском Высшем Институте Технологий, обучаясь у профессора Фринка.
Его докторской диссертацией была первая в мире компьютерная программа, позволяющая сыграть в крестики-нолики. Апу начал работать в магазине «На скорую руку» для того, чтобы расплатиться с долгами за обучение в институте, но после того, как он всё же расплатился с долгами, он решил остаться в Спрингфилде. Позже Апу с помощью Лизы Симпсон смог получить американское гражданство и избежать депортации.
Когда Апу изменил Манджуле, одним из условием их примирения было изменение имени Апу Нахасапимапетилон на Слим Кью Слимдог (англ. Slime Q. Slimedog), однако, впоследствии это имя никогда не упоминалось.
У Апу есть брат — Санджей, который помогает ему в магазине, у Санджея есть дочь Пахасатира и сын Джамшуд. Также у Апу есть другие младшие братья, которые не появлялись в сериале. У Апу есть кузен, живущий в Индии, по имени Кави, который помогал Гомеру Симпсону, пока тот был в Индии. Он работает переводчиком на разные американские фирмы.
Работая в магазине, Апу неоднократно подвергался разбойным нападениям, в него несколько раз стреляли. В одном из эпизодов Мардж подружилась с художником, отбывающим наказание в тюрьме. Он рассказал Мардж, что был осуждён за то, что стрелял в Апу. На что она ему ответила: «Многие люди стреляли в Апу, сейчас за это берут 100$ штрафа».

## Апу в культуре
- В 12 серии 8 сезона сериала «Теория большого взрыва» был вопрос Раджеша Рамаян Кутраппали: «Ты что, знаешь об индуизме только из „Индианы Джонса“?» «Нет», — отвечает Говард Джоэл Воловиц, «есть ещё Апу из „Симпсонов“».

## На скорую руку
Апу работает в магазине, который называется «На скорую руку».